# 福井県立音楽堂
福井県立音楽堂（ふくいけんりつおんがくどう、英: Harmony Hall Fukui、略: HHF）は、福井県福井市今市町にあるコンサートホール。公益財団法人 福井県文化振興事業団が管理・運営する。公式な愛称はハーモニーホールふくい。

## 概要
北陸地方初の音楽専用ホールとして、1997年（平成9年）9月20日、福井市郊外に開館した。緑と水に囲まれた約67,000 m2の広い敷地内に建てられた。外観は雪国・福井の民家をイメージしたデザインとなっており、床や内壁、椅子などの内装は木目を基調とした落ち着いた雰囲気を醸し出している。
開館記念コンサートとして同年9月30日に中村紘子がピアノリサイタルを開いたのに続き、10月16日にベルナルト・ハイティンク率いるウィーン・フィルハーモニー管弦楽団（ピアノ：内田光子）が来日公演して以来、国内外の著名な楽団やアーティストらによる公演が開催されており、ホールの音響効果は一流の音楽家からも高い評価を得ている。2001年（平成13年）2月にロンドン交響楽団と共に来日公演した指揮者ムスティスラフ・ロストロポーヴィチは、演奏後に「このようなレベルまで達しているコンサートホールはまずない。世界でも最高レベル」と絶賛した。
2004年（平成16年）に大ホール内に完成したパイプオルガンを活用した「ワンコイン・オルガンコンサート」（入場料500円）は毎年恒例の演奏会となっている。また、2009年（平成21年）からは室内楽の普及をテーマとした「越のルビー音楽祭」を毎年夏に開催している。同音楽祭が10周年を迎えた2019年（平成31年）、福井県ゆかりの音楽家たち「越のルビーアーティスト」の自主的な活動を応援する「越のルビープロジェクト」が始動した。
さらに、県内の小学5年生全員を音楽堂に招いてオーケストラの演奏を鑑賞してもらう「ふれあい文化子どもスクール オーケストラと子どもたちのふれあいコンサート」のほか、同じく県内のすべての中学生を対象に各中学校を訪問してクラシック音楽の出張演奏を行う「出張音楽堂」を実施している。加えて、2016年（平成28年）度からは、音楽家を志す県内在住の中学生・高校生向けに楽理やソルフェージュを学べる「ハーモニーアカデミー」を開講するなど、音楽家および音楽愛好家の育成にも力を入れている。

## 施設
鉄筋鉄骨コンクリート造りの大ホール棟、小ホール棟、中央棟の3棟から構成される。

### 大ホール
シューボックス型の音楽専用ホールで、主にオーケストラ・吹奏楽・合唱のコンサートや演劇等の公演のほか、コンベンションにも使用される。合唱席の後ろ（ステージの背後の2階席中央部）にはパイプオルガンが設置されている。
「福井県立音楽堂基本構想報告書」によれば、「メインホールは、音響的に完璧を期したコンサートホールとし、優れた音楽演奏の鑑賞の場であるとともに、本県の音楽愛好家が容易に利用できる発表の場とする」とされる。
ホールの音響設計にあたっては、コンピュータ・シミュレーションに加えて、10分の1スケールで製作した模型を使用して実験が重ねられた。その実験手法は、模型内のステージ上で10分の1の波長の音を出し、同じく模型内の客席上で10倍速録音した音を元に戻して検証するというもので、さらに全体を密封した上で空気濃度などの条件を変えながら繰り返し検証するという念の入れようであった。模型実験は1995年（平成7年）12月から翌年3月にかけて、今立郡今立町（当時）の廃校を借りて行われた。
- 座席数: 1,456席（1階 908席、2階 350席、桟敷席 24席、合唱席 164席、車椅子対応席 10席）[21]
- 室容積: 19,800 m3[22]
- 表面積: 6,000 m2[22]
- 舞台面積: 275 m2[22]
- 残響時間（中周波数）: 2.0秒（満席時）から2.2秒（空席時）[22]
- 騒音レベル: NC-15[22]

#### パイプオルガン
大ホールに設置された県内初のパイプオルガンは音楽堂のシンボルとなっている。本体の製作費および取り付け費などを含めた総費用は約2億5000万円。ドイツのオルガン製作所、カール・シュッケ社製である。
パイプオルガンの設置は当初より音楽堂の基本構想と設計に盛り込まれていたが、開館当初から設置された隣県の石川県立音楽堂とは対照的に、ホールの乾燥具合と建物の安定を考慮して、予算を付けやすい新規開館と同時の設置は見送られた。一方、パイプオルガンが設置されるまでの間は、代わりにオルガンの吸音特性を考慮した壁の造りとなっていた。
開館から年月が経過し、内装材が乾燥してホールの響きが熟成してきた頃にようやくオルガンの設計に着手し、土台の基礎工事の後、2003年（平成15年）10月から半年間の組立作業と整音作業を経て、開館7年目の2004年（平成16年）4月に完成した。同年5月8日にウェストミンスター大聖堂の首席オルガン奏者ジェームス・オドンネルを招聘して、お披露目リサイタルが開催された。オドンネルは、当ホールのパイプオルガンについて「バロック時代の作品はもちろん、古典派、ロマン派、近代・現代音楽に至るまで、どの時代の音楽をも豊かに表現できる音色を持っている」と感想を述べている。
- 高さ約10 m×幅約11 m×奥行き約5.4 m（水平トランペット）[24]
- 重量: 38トン[30]
- パイプ数: 5014本[24]
- ストップ数: 70ストップ + グロッケンシュピール[24]
- 鍵盤数: 第1～第4手鍵盤 各61鍵、ペダル: 32鍵[24]
- 調律法: 平均律[24]

### 小ホール
ミニアリーナ型の多目的ホールで、室内楽から講演会、映画会まで、多様な催しに対応可能である。ホールの用途に合わせて壁面の装置を変更することにより、残響の調節が可能となっている。
「福井県立音楽堂基本構想報告書」によれば、「リサイタルホールは、洋楽、邦楽、演劇、舞踊等の小規模公演に適した発表の場とする」とされる。
- 座席数: 610席（1階 340席、2階 182席、合唱席 82席、車椅子対応席 6席）[31]

### リハーサル室
大ホール棟にリハーサル室が1室ある。

### 練習室
中央棟2階に大小6室の練習室があり、うち3室には高い遮音性能を持つ、浮き遮音構造を採用している。

### インフォメーションセンター
エントランスホールの奥へ進むと、音楽に関する書籍、楽譜、ビデオテープ、CD・DVD・LDなどの資料を備えるインフォメーションセンターがある。これらの資料はセンター内で無料で閲覧・視聴が可能である。また、同ホールの主催公演チケットなどを取り扱うチケットセンターも併設されている。

## 歴史

### 建設地決定の経緯
1986年（昭和61年）5月に建設調査委員会が発足し、ほどなく音楽堂の基本構想はまとめられたものの、建設地の選考が難航し、選考開始から用地決定に漕ぎ着けるまでに3年余りを要した。当初は福井市が同市下馬町で計画していた「市民の森」内に誘致することを表明するも、同地にあるラジオ放送アンテナ塔の移設が困難で断念した。1991年（平成3年）4月、福井市は今市町を最有力候補とする計4か所の候補地を県側に提示し、同年6月21日に栗田幸雄福井県知事と大武幸夫福井市長が出席して開かれた県都問題懇談会で、県と市の双方が今市町に建設する方針を確認し、同地に建設することが決定した。今市町を候補地とする案は、市の中心市街地に建設するよう立地の再考を求める市民団体「県立音楽堂の立地を考えなおす会」と県経済界の反対に遭ったが、この市民運動は遅きに失し、結局は県の方針通り、同地に建設される運びとなった。
建設地が今市町に決定した主な理由は、「考えなおす会」が提出した公開質問状に対する県の回答によると、利用者・出演者用の駐車場および周辺緑地に充てるための十分に広い用地を確保できること、県内各地からの交通アクセスを考慮した立地であること、用地確保に全面的な協力が得られること、などが挙げられる。
公共交通の不便な郊外への建設が決まった直後から、付近を走る福井鉄道への働きかけが始まり、新駅の設置、バスの充実などが要望された。福井市にとっては郊外であるが、嶺北の大動脈・国道8号沿いに立地し、越前市、鯖江市といった丹南方面にも近く、「結果的に県央に位置していてよかった」との声も聞かれる。新規開館と同時に福井鉄道福武線にハーモニーホール駅が新設開業しているほか、県の施策として嶺南各地と音楽堂を往復する無料送迎バス「フレンドリーアート号」を一部の公演日に運行するなど、交通の便の改善が図られている。

### こけら落とし
こけら落とし公演は開館年の9月23日に行われ、この日のために県内外から集まったメンバーで結成された県民オーケストラ（120名）と合唱団（230名）が、岩城宏之指揮の下、マーラーの交響曲第2番「復活」を演奏した。岩城は音楽堂の設計コンペ段階から県の音楽アドバイザーとして事業に携わり、開館記念オーケストラを企画した中心人物でもある。著名なプロのオーケストラを招聘せず、県民の奏でる音で音楽堂の開幕を飾る案を強く主張し、自ら開館記念オーケストラの総指揮を名乗り出た。また、副指揮者に愛弟子の齊藤一郎（同県大野市出身）を指名し、練習の指導に当たらせた。マーラーの「復活」を選んだ理由については、岩城いわく、壮大な曲で大きな音がきれいに響くこと、コーラスも鳴り響くこと、戦災・震災から復活を遂げた福井のイメージにふさわしいことなどを挙げた。開館記念オーケストラのメンバーの多くは、福井交響楽団の団員を中心とするアマチュア奏者で、難曲とされる「復活」の演奏は大きな挑戦だったが、メンバーの意欲は高く、当日の演奏終了後には聴衆から10分近く続くカーテンコールを浴びるほどの熱演ぶりだったと伝えられる。

### 年表
- 1986年（昭和61年）
  - 5月26日 - 福井県立音楽堂建設調査委員会が発足[42]。
  - 7月 - 委員らが県外の先進施設（ザ・シンフォニーホール、松江市総合文化ホール、サントリーホール、国立音楽大学、松本市音楽文化ホール）を視察[43]。
  - 10月15日 - 同委員会が県教育長に基本構想の中間報告書を答申[42]。
- 1987年（昭和62年）1月16日 - 県教育委員会が建設調査委員会からの答申内容を公表[42]。
- 1988年（昭和63年）3月31日 - 建設用地が決定しないまま、調査委員会が任期満了[44]。
- 1989年（平成元年）
  - 4月 - 県立音楽堂建設調査委員会を再設置[43]。
  - 7月から8月 - 委員らが県外の先進施設（神奈川県立音楽堂、松本市音楽文化ホール、熊本県立劇場）を視察[43]。
- 1990年（平成2年）3月 - 同委員会が基本構想の最終報告を取りまとめる[43][34]。
- 1991年（平成3年）
  - 6月21日 - 県が福井市今市町に建設する方針を固める[34][35]。
  - 8月1日 - 基本計画の策定に入る[35]。
- 1992年（平成4年）
  - 1月28日 - 立地の再考を求める県民9000人の署名と要請書を提出[45]。
  - 2月1日 - 建設問題に関する県民シンポジウムを開催[33]。しかし、県の方針は変わらず[36]。
  - 9月 - 音楽堂の用地買収が完了[32]。
- 1993年（平成5年）2月16日 - 音楽堂の外観イメージを発表[46]。
- 1994年（平成6年）3月 - 1995年（平成7年）度中の着工の見通しが示される[47]。
- 1995年（平成7年）
  - 3月 - 愛称が「ハーモニーホールふくい」に決定[2]。
  - 12月 - 着工。ホールの音響設計のため、翌年にかけて1/10縮尺模型実験を実施[20]。
- 1996年（平成8年）1月18日 - 建設工事の安全祈願祭を斎行[48]。
- 1997年（平成9年）
  - 9月3日 - 建築竣工。
  - 9月20日 - 新規開館。最寄り駅のハーモニーホール駅が新設開業。
  - 9月23日 - 岩城宏之指揮／県民オーケストラ＆合唱団による、こけら落とし公演（詳細）。
  - 10月16日 - 来日したウィーン・フィルハーモニー管弦楽団が開館記念公演。
- 1998年（平成10年）12月 - 岐阜県のサラマンカホールと友好ホール宣言[11]。
- 2002年（平成14年）9月 - 県の姉妹州・ニュージャージー州のニュージャージー・パフォーミング・アーツ・センター（英語版） (NJPAC) と姉妹館提携[11]。
- 2003年（平成15年）
  - 8月 - 全国高等学校総合文化祭開催中に来館者数100万人を達成[11]。
  - 10月 - パイプオルガン設置工事のため、2004年（平成16年）3月まで大ホールを閉鎖[49]。
- 2004年（平成16年）4月 - 大ホールのパイプオルガンが完成[24]。
- 2005年（平成17年）11月 - 国民文化祭ふくい2005の閉会式・グランドフィナーレを飾る[11]。
- 2006年（平成18年）4月 - 福井県文化振興事業団が指定管理者となる[11][注 5]。
- 2009年（平成21年） - 以降「越のルビー音楽祭」を毎年開催。
- 2016年（平成28年） - 「ハーモニーアカデミー」を開講。
- 2019年（平成31年） - 「越のルビー音楽祭」より進化した「越のルビープロジェクト」が始動。
- 2024年（令和6年）11月10日 - 来日したウィーン・フィルハーモニー管弦楽団（指揮：アンドリス・ネルソンス）が北陸新幹線県内開業を記念して27年ぶりに公演[51][52]。

## 建築概要
- 竣工 - 1997年（平成9年）9月3日[53]
- 工期 - 1995年（平成7年）12月から1997年（平成9年）8月[54]
- 建築設計 - 日建設計名古屋事務所[53][54]
- 音響設計 - 永田音響設計[53]
- 施工 - 飛島建設、前田建設工業、村中建設JV[53]
- 建設費 - 92億6600万円（パイプオルガンを含まない）[22]
- 構造 - 鉄骨鉄筋コンクリート構造、地下1階、地上3階[54]
- 敷地面積 - 67,136 m2[54]
- 建築面積 - 8,310 m2[54]
- 延床面積 - 11,649 m2[54]
  - 大ホール棟 - 5,386 m2[1]
  - 小ホール棟 - 2,466 m2[1]
  - 中央棟 - 3,797 m2[1]
- 建物（大ホール棟）高さ - 31.55 m[54]
- 所在地 - 〒918-8152 福井県福井市今市町40-1-1[1]

## 立地と交通アクセス
音楽堂は福井市南部の国道8号（福井バイパス）と県道229号福井鯖江線（通称フェニックス通り）の間に位置している。
電車
- 福井鉄道福武線 ハーモニーホール駅下車 徒歩3分
  - 公演当日には当館コンサートチケット所持者向けに「ハーモニーホール鑑賞割引乗車券」が発売されている[55]。
- ハピラインふくい線 大土呂駅下車 徒歩20分

バス
- 福井鉄道バス ハーモニーホール前停留所 下車すぐ

車
- 北陸自動車道福井インターチェンジまたは鯖江インターチェンジより15分
- 駐車場は約600台分用意されているが、人気公演時には満車になることもある。